# Dendrolimus
Dendrolimus — рід метеликів у родині Коконопряди (Lasiocampidae). Рід заснував Ернст Фрідріх Ґермар у 1812.

## Види
До виду входять:
- Dendrolimus arizanus (Wileman, 1910)
- Dendrolimus kikuchii Matsumura, 1927
- Шовкопряд сосновий (Dendrolimus pini) (Linnaeus, 1758)
- Dendrolimus punctatus (Walker, 1855)
- Dendrolimus spectabilis (Butler, 1877)
- Dendrolimus superans (Butler, 1877)
- Dendrolimus taiwanus (Matsumura, 1932)